# Райсман, Александра
Александра Роуз «Эли» Райсман (англ. Alexandra Rose «Aly» Raisman; род. 25 мая 1994 года, Нидем, Массачусетс, США) — американская гимнастка, трёхкратная олимпийская чемпионка (дважды в команде и один раз в вольных упражнениях), двукратная чемпионка мира в команде, многократная чемпионка США, победительница этапов кубка мира.
В сборной США с 2009 года. Капитан женской команды по спортивной гимнастике на летних Олимпийских играх в Лондоне. В 2013 году включена в Международный еврейский спортивный зал славы.
Завершила карьеру в спортивной гимнастике 14 января 2020 года.

## Личная жизнь
Эли родилась 25 мая 1994 года в Нидеме в семье Линн (в девичестве Фэйбер) и Рика Райсман. Она еврейка. Её мать также занималась гимнастикой, когда училась в старшей школе. У неё есть младшие брат и две сестры: Бретт, Хлоя и Мэдисон.

## Музыкальное сопровождение
- 2011—2012: «Хава нагила»[6]
- 2015—2016: «Калинка» и «Яблочко»[7]

## Результаты
| Год  | Турнир                                        | Место проведения | Вид программы         | Место | Очки    | Место (квалиф.) | Очки (квалиф.) |
| ---- | --------------------------------------------- | ---------------- | --------------------- | ----- | ------- | --------------- | -------------- |
| 2010 | XLII чемпионат мира по спортивной гимнастике  | Роттердам        | Командное первенство  | 2     | 175.196 | 2               |                |
| 2010 | XLII чемпионат мира по спортивной гимнастике  | Роттердам        | Абсолютное первенство | 13    | 55,699  |                 |                |
| 2010 | XLII чемпионат мира по спортивной гимнастике  | Роттердам        | Вольные упражнения    | 4     | 14,716  |                 |                |
| 2011 | XLIII чемпионат мира по спортивной гимнастике | Токио            | Командное первенство  | 1     | 175.411 | 1               | 234,253        |
| 2011 | XLIII чемпионат мира по спортивной гимнастике | Токио            | Абсолютное первенство | 4     | 57,558  | 4               | 58,432         |
| 2011 | XLIII чемпионат мира по спортивной гимнастике | Токио            | Бревно                | 4     | 15,066  | 6               | 14,933         |
| 2011 | XLIII чемпионат мира по спортивной гимнастике | Токио            | Вольные упражнения    | 3     | 15,000  | 1               | 14,833         |